# Гранитное (Николаевская область)
Гранитное (укр. Гранітне, до 2016 г. — Незаможник) — посёлок в Казанковском районе Николаевской области Украины.
Население по переписи 2001 года составляло 21 человек. Телефонный код — 5164.

## Местный совет
56022, Николаевская обл., Казанковский р-н, пос. Новоданиловка, ул. Ленина, 4